# Rhyacophila silinka
Rhyacophila silinka là một loài Trichoptera trong họ Rhyacophilidae. Chúng phân bố ở miền Cổ bắc.